# Brännbergstjärnen (Älvsby socken, Norrbotten)
Brännbergstjärnen är en sjö i Älvsbyns kommun i Norrbotten och ingår i Piteälvens huvudavrinningsområde. Sjön har en area på 0,0759 kvadratkilometer och ligger 141,9 meter över havet. Sjön avvattnas av vattendraget Klockstapelbäcken.

## Delavrinningsområde
Brännbergstjärnen ingår i det delavrinningsområde (729080-173547) som SMHI kallar för Utloppet av Lill-Korsträsket. Medelhöjden är 141 meter över havet och ytan är 24,29 kvadratkilometer. Det finns inga avrinningsområden uppströms utan avrinningsområdet är högsta punkten. Klockstapelbäcken som avvattnar avrinningsområdet har biflödesordning 3, vilket innebär att vattnet flödar genom totalt 3 vattendrag innan det når havet efter 55 kilometer. Avrinningsområdet består mestadels av skog (79 procent). Avrinningsområdet har 1,22 kvadratkilometer vattenytor vilket ger det en sjöprocent på 5 procent.